# S-Bahn di Stoccarda
La S-Bahn di Stoccarda (in tedesco S-Bahn Stuttgart) è un sistema di trasporto ferroviario suburbano gestito dalla Deutsche Bahn.

## Rete
La rete si compone di 7 linee:
- S 1 Herrenberg - Kirchheim unter Teck
- S 2 Filderstadt - Schorndorf
- S 3 Flughafen/Messe - Backnang
- S 4 Schwabstraße - Backnang
- S 5 Schwabstraße - Bietigheim
- S 6 Schwabstraße - Weil der Stadt
- S 60 Schwabstraße - Böblingen

In fase di costruzione (o progettazione):
- S 2 Neuhausen - Filderstadt [2]
- Stazione "Mittnachtstraße" [3]

### Testi di approfondimento
- (DE) H. Ziller, Die S-Bahn für den mittleren Neckarraum und den Großraum Stuttgart, in Die Bundesbahn, n. 21-22, 1969,  pp. 1089-1096, ISSN 0007-5876 (WC · ACNP).
- (DE) W. Bauer, Der S-Bahn-Betrieb im mittleren Neckarraum, in Die Bundesbahn, n. 9, 1978,  pp. 697-703, ISSN 0007-5876 (WC · ACNP).
- (DE) E. Frenz, Die neue S-Bahn in Stuttgart, in Der Stadtverkehr, n. 1, 1979,  pp. 1-8, ISSN 0038-9013 (WC · ACNP).